# Iñaki Urdangarin
Iñaki Urdangarin, vojvoda Palme de Mallorce, španski plemič in rokometaš, * 15. januar 1968, Zumarraga.
Je mož Cristine de Borbón y Grecia, najmlajše hčerke španskega kraljevega para.
Leta 1996 je na poletnih olimpijskih igrah v Atlanti v sestavi španske reprezentance osvojil bronasto olimpijsko medaljo; uspeh je ponovil še leta 2000.